# Дані Шахін
Дані Шахін (нім. Dani Schahin, нар. 9 липня 1989, Донецьк) — німецький футболіст, нападник клубу «Фрайбург».
Виступав за ряд німецьких клубів, в тому числі в Бундеслізі за «Фортуну» (Дюссельдорф), «Майнц 05» та «Фрайбург», а також молодіжну збірну Німеччини.

## Клубна кар'єра
Дані народився в родині ліванського палестинця та росіянки в Донецьку. Незабаром після народження, він переїхав в Ліван, а 1996 року родина іммігрувала в Німеччину.
В юності Шахін виступав за юнацькі команди «ФВС 63» і «Енергі». 2006 року він переходить в «Гамбург», але виступає за його резервну команду. Пробитися в основу у нападника не вийшло і 2009 року Дані перебрався в «Гройтер» з Другої Бундесліги. У новій команді Шахін забивав небагато та незабаром був відданий в оренду в дрезденське «Динамо». 22 січня 2011 року в матчі проти «Айнтрахта», Дані дебютував в новому клубі. У цьому ж матчі нападник забив свій дебютний гол, який приніс «Динамо» нічию, 1:1. В 12 зустрічах за клуб з Дрездена, Шахін забив 9 м'ячів у Третій Лізі, після чого повернувся в «Гройтер».
Бомбардирські навички нападника не залишилися непоміченими і влітку 2012 року він перебрався в «Фортуну» з Дюссельдорфа. 25 серпня 2012 року в матчі проти «Аугсбурга», Дані дебютував в Бундеслізі. На 60-й хвилині, за рахунку 0:0, Шахін змінив Нанду Рафаела, після чого забив два голи і приніс перемогу команді 0:2. 28 вересня в поєдинку проти «Шальке-04», Дані знову забив двічі та приніс «Фортуні» нічию, 2:2. Протягом сезону 2012/13 Шахін зіграв 31 матч та був основним гравцем команди, проте за його підсумком клуб зайняв передостаннє місце і покинув елітний дивізіон.
Проте Дані залишився виступати в Бундеслізі, перейшовши влітку 2013 року до клубу «Майнц 05». 14 вересня в матчі проти «Шальке-04» він дебютував за новий клуб. Проте закріпитись в новій команді не зумів, зігравши за сезон лише 3 матчі в чемпіонаті. Через це 25 серпня 2014 року його було віддано в оренду до іншого клубу Бундесліги «Фрайбурга». Відтоді встиг відіграти за фрайбурзький клуб 3 матчі в національному чемпіонаті.

## Виступи за збірні
2008 року дебютував у складі юнацької збірної Німеччини, взяв участь у 3 іграх на юнацькому рівні.
Протягом 2008–2010 років залучався до складу молодіжної збірної Німеччини. На молодіжному рівні зіграв у 9 офіційних матчах, забив 3 голи.
Враховуючи українське походження футболіста, у ЗМІ неодноразово розглядалася ймовірність його залучення до лав національної збірної України.